# Johan Riström
Johan Riström, född 18 januari 1802 i Prästholm, Råneå socken, död 19 november 1868 i Skellefteå, var en svensk frikyrkoman.
Johan Riström var son till hammarsmeden Erik Riström. Han arbetade först som vävskedsmakare, blev sedan murare och slutligen bonde. I Persön kom han med i väckelserörelsen, och hans begåvning och ledaregenskaper uppmärksammades snart. Tillsammans med en annan bonde sändes Riström 1844 till Stockholm för att hos Kunglig Majestät å nyläsarnas vägnar utverka antingen de nya kyrkohandböckernas avskaffande eller åtminstone rätt att få barnen döpta och absolutionen avkunnad enligt gamla handboken. Petitionen avslogs, varför man anhöll om att få utträda ur statskyrkan och bilda eget trossamfund. Under Riströms ledning bildades en församling i Norrbotten, där barnen döptes och nattvarden utdelades av lekmän, första gången 1848. Kort tid därefter överflyttade Riström till Lunds by i Skellefteå församling, där han blev lärare för separatisterna. På 1860-talet övergick han till baptisterna och råkade i våldsamma stridigheter med sina före detta anhängare, kallade "riströmarna" vilket resulterade i att han utstöttes ur det samfund han själv bildat. Riström företog omfattande missionsresor i Norrbotten. Mot slutet av sitt liv kom han att inta en mer försonlig inställning till statskyrkan.